# ZoZo Zombie
ZoZo Zombie (jap. ゾゾゾ ゾンビーくん Zo Zo Zo Zombie-kun) ist eine Manga-Serie von Yasunari Nagatoshi, die in Japan seit von 2012 bis 2018 erschien. Die humorvolle Geschichte über die Freundschaft zwischen einem Schüler und einem Zombie wurde unter anderem ins Deutsche und Englisch übersetzt sowie als Anime adaptiert.

## Handlung
Der Schüler Isamu macht sich auf die Reise, um zu beweisen, dass es keine Zombies gibt. Dafür geht er in den Shikabane-Park, in dem man angeblich Zombies finden soll. Zunächst scheint sich Isamus Skepsis zu bestätigen. Doch dann findet er genau das Gegenteil heraus, in Gestalt von Zombie-kun. Der begleitet ihn von nun an und Isamu lernt dabei viel über das Leben der Zombies: Sie verlieren Blut beim Niesen, können es aber mit Tomatensaft nachfüllen. Wenn sie schlecht gelaunt sind, zum Beispiel wenn sie ein Körperteil nicht mehr finden können, werden sie matschig. Und auch wenn Zombie-kun normalerweise so dumm ist, wie man es von einem Zombie erwartet, kann er kurzzeitig seine Denkleistung steigern. Die beiden freunden sich an – Isamu tauft seinen Freund Zozo – und der Alltag des Schülers wird viel abenteuerlicher, abwechslungsreicher und voller Überraschungen, welche ungewöhnliche Fähigkeit der Zombie noch offenbaren wird.

## Veröffentlichungen
Der Manga erschien zunächst von 2012 bis 2018 in einzelnen Kapiteln im Magazin CoroCoro Comic bei Shogakukan. Der Verlag brachte die Serie danach in elf Sammelbänden heraus. Diese erscheinen seit April 2024 in deutscher Übersetzung bei Carlsen Manga in bisher sechs Bänden (Stand Juni 2025). Übersetzer ist Martin Gericke. Bei Shogakukan Asia und Yen Press wurde eine englische Fassung herausgegeben, bei Vega-Dupuis eine französische.
Die Geschichten wurden mehrfach in Form kurzer Animes umgesetzt. Eine zweiteilige Original Video Animation entstand bei Ascension unter der Regie von Minoru Yamaoka. Sie wurde am 18. und 25. von Shogakukan über den Youtube-Kanal CoroCoro Channel veröffentlicht. Ein weiterer Anime, nun als Web-Serie, erschien ab dem 19. März 2020. Sie entstand bei Studio J.C.Staff, erneut unter Regisseur Minoru Yamaoka. Das Drehbuch schrieben Eric Trueheart und Mark Satterthwaite, das Charakterdesign entwarfen Maho Satsuki und Naoko Igarashi. Produzent war Junichi Katsutani. Die Stimmen der Hauptrollen übernahmen Miho Okasaki (Isamu) und Serika Hiromatsu (Zombie-kun). Dieser zweite Anime wurde über Crunchyroll auch international veröffentlicht.